# 海德米伦
海德米伦是德国石勒苏益格－荷尔斯泰因州的一个市镇。总面积17.83平方公里，总人口716人，其中男性335人，女性381人（2011年12月31日），人口密度40人/平方公里。